# 1253

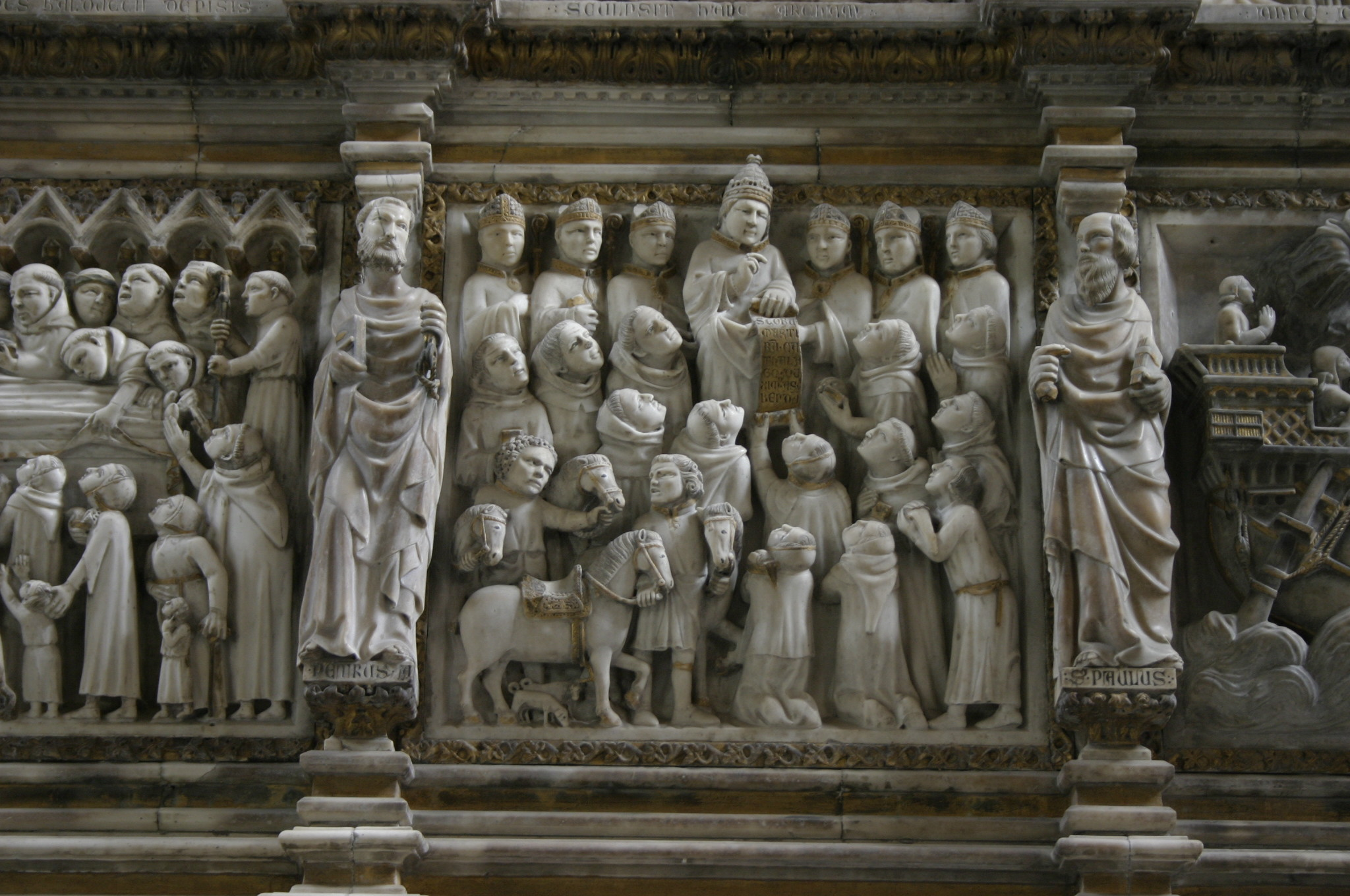
Heiligverklaring van Peter van Verona door Innocentius IV

Het jaar 1253 is het 53e jaar in de 13e eeuw volgens de christelijke jaartelling.

## Gebeurtenissen
- De Mongolen onder Koeblai Khan veroveren Nan Chao (het koninkrijk Dali).
- 6 juli - Mindaugas, de vorst van Litouwen, wordt tot koning gekroond.
- 4 juli - Slag bij Westkapelle: een bondgenootschap van Holland en Henegouwen verslaat Vlaanderen.
- De stad Frankfurt (Oder) wordt gesticht.
- In de bul Solet annuere erkent paus Innocentius IV de Orde der Clarissen.
- stadsrechten: Głogów, Kluczbork (26 februari)
- Willem van Rubroeck wordt door Lodewijk IX op een gezantschap naar het Mongoolse Rijk gezonden.
- 29 april - Een stadsbrand breekt uit en teistert de stad Utrecht negen dagen lang
- oudst bekende vermelding: Knokke, Leende, Raamsdonk
- Oprichting Latijnse School in Dordrecht (Later Johan de Witt gymnasium)

## Opvolging
- Beieren en Rijnpalts - Otto II opgevolgd door zijn zoons Lodewijk II en Hendrik XIII
- Bohemen - Wenceslaus I opgevolgd door zijn zoon Ottokar II
- Cyprus - Hendrik I opgevolgd door zijn zoon Hugo II onder regentschap van diens moeder Plaisance van Antiochië
- Monferrato - Bonifatius II opgevolgd door Willem VII
- Navarra - Theobald I opgevolgd door zijn zoon Theobald II
- Savoye - Amadeus IV opgevolgd door zijn zoon Bonifatius onder regentschap van diens oom Thomas
- Tirol - Albert IV opgevolgd door zijn schoonzoon Meinhard III van Gorizia

## Bouwkunst

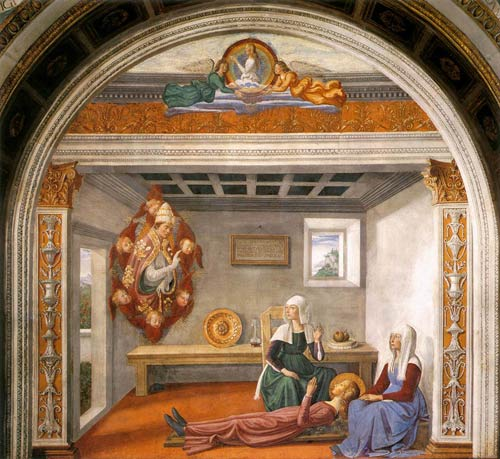
Gregorius de Grote verschijnt aan de heilige Fina en kondigt haar dood aan.
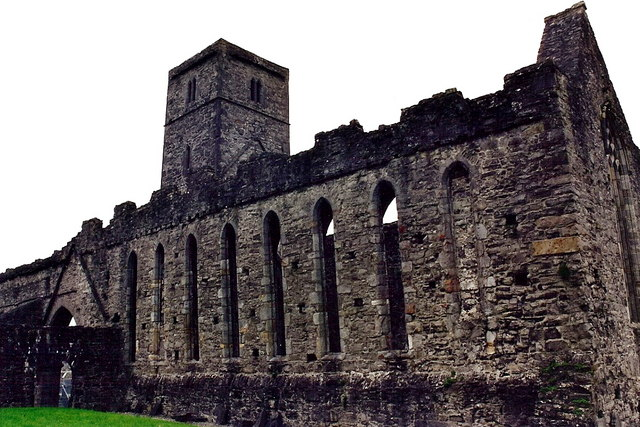
Ruïnes van de abdij van Sligo, gebouwd 1253

## Geboren
- 17 oktober - Ivo Hélory, Bretons geestelijke
- Johan II, graaf van Holstein-Kiel
- Beatrix van Vlaanderen, echtgenote van Floris V van Holland (jaartal bij benadering)
- Gwijde van Avesnes, bisschop van Utrecht (1301-1317) (jaartal bij benadering)
- Stefan Uroš II Milutin, koning van Servië (1282-1321) (jaartal bij benadering)

## Overleden
- 18 januari - Hendrik I (35), koning van Cyprus (1235-1253)
- 21 januari - Godfried van Leuven-Gaasbeek, Brabants edelman
- 12 maart - Fina (15), Italiaans heilige
- 24 juni - Amadeus IV (~55), graaf van Savoye (1233-1253)
- 14 juli - Theobald I (52), koning van Navarra (1234-1253) en graaf van Champagne
- 22 juli - Albert IV, graaf van Tirol
- 11 augustus - Clara van Assisi (~59), Italiaans kloosterlinge, stichtster van de Orde der Clarissen
- 22 september - Dogen (53), Japans zen-meester
- 23 september - Wenceslaus I, koning van Bohemen (1230-1253)
- 9 oktober - Robert Grosseteste, Engels filosoof
- 29 november - Otto II (47), hertog van Beieren en paltsgraaf aan de Rijn (1231-1253)
- Bonifatius II, markgraaf van Monferrato (1225-1253)
- Pierre de Vielle-Bride, grootmeester van de Orde van Sint-Jan
- Vykintas, hertog van Samogitië (jaartal bij benadering)